# Тигр! Тигр!
«Моя цель — звёзды» (англ. The Stars My Destination) — фантастический роман американского писателя-фантаста Альфреда Бестера. Впервые опубликован в октябре 1956 года в журнале «Galaxy Science Fiction». Автор не скрывал, что «списал» его с «Графа Монте-Кристо». В 1988 году роману была присуждена премия «Прометей» в категории «Зал славы». На русском языке роман впервые издан в 1989 году.

## Название
Отдельной книгой роман был впервые издан в Британии под названием «Тигр! Тигр!» (Tiger! Tiger!), являющимся цитатой из стихотворения Уильяма Блейка «The Tyger». Рабочим названием было «Ад — моя цель» (Hell's My Destination). Во время учёбы в университете Бестер за успехи был принят в элитное студенческое «Филоматическое общество», девиз которого — Sic itur ad astra — он немного переиначил через двадцать лет и сделал заглавием романа.

## Сюжет
Мир будущего. Люди колонизировали многие планеты Солнечной системы. Человечество освоило телепортацию, основанную на эффекте Джанте (Jaunte), что сломало устои общества. Люди теперь силой мысли могут телепортировать себя (джантировать) в пределах планеты. Внутренние планеты — Венера, Земля, Марс — вели войну с Внешними Спутниками. Бурное столетие, мир чудовищ, выродков и гротеска, на фоне которого развернулась история Гулливера Фойла.
Гулливер Фойл — единственный выживший на космическом корабле «Номад», разбитом где-то между Марсом и Юпитером, сто семьдесят дней боролся за жизнь среди обломков крушения. Никчёмный серый человечек, не имеющий цели в жизни, неожиданно получил её: отомстить кораблю «Ворга-Т», который прошёл мимо него и не оказал помощь. Холодная ярость подтолкнула его разум к развитию, чтобы отомстить бросившим его умирать.
Спасший сам себя Фойл для возможности отомстить развивает свои способности и таланты, учится самоконтролю и проходит через перевоплощение. Однако за ним самим объявлена охота со стороны высокопоставленных лиц и спецслужб Земли, так как на «Номаде» был груз чрезвычайно мощного взрывчатого вещества ПирЕ. ПирЕ, который взрывается силой мысли, способен повернуть ход космической войны в пользу Внутренних Планет. За Фойлом охотятся и спецслужбы Внешних Спутников, так как он, оказывается, умеет джантировать и в космосе на световые годы, на что больше никто не способен. Как выясняется впоследствии, он способен джантировать и во времени.